# Kasyapa khasa
Kasyapa khasa är en fjärilsart som beskrevs av Ulrich Roesler och Kuppers 1981. Kasyapa khasa ingår i släktet Kasyapa och familjen mott. Inga underarter finns listade i Catalogue of Life.